# Robert Paluch
Robert Jarosław Paluch (ur. 18 lutego 1972 w Kożuchowie) – polski przedsiębiorca, rolnik i samorządowiec, z wykształcenia politolog, w latach 2016–2018 wicewojewoda lubuski.

## Życiorys
Od urodzenia zamieszkiwał w Nowej Soli. W 2004 ukończył studia magisterskie z politologii na Uniwersytecie Zielonogórskim, a cztery lata później studia podyplomowe z zakresu zarządzania funduszami unijnymi. Od 1993 do 2004 był właścicielem firmy usługowo-transportowej, następnie zajął się prowadzeniem własnego gospodarstwa rolnego. Jest właścicielem około 70 ha ziemi. Działał także w organizacjach sportowych: został prezesem Lubuskiego Okręgowego Związku Lekkiej Atletyki, a w 2016 wybrano go do krajowych władz Polskiego Związku Lekkiej Atletyki.
W 2002 wybrano go do rady miasta Nowa Sól. W 2003 wstąpił do Prawa i Sprawiedliwości. W 2006 i 2010 był wybierany do sejmiku województwa lubuskiego, w którym m.in. przewodniczył Komisji Gospodarki i Rozwoju Województwa. W 2005 i 2007 bezskutecznie kandydował do Sejmu, zaś w 2011, 2015 i 2019 – do Senatu (w 2011 i 2015 zajmując drugie miejsce za Robertem Dowhanem). Od 2008 zasiadał w Radzie Politycznej PiS, był sekretarzem partii w województwie lubuskim. Od 2009 do 2015 był asystentem europosła Marka Gróbarczyka. Pod koniec 2014 wybrano go na wicestarostę powiatu nowosolskiego. 4 stycznia 2016 powołany na stanowisko wicewojewody lubuskiego, odpowiedzialnego za sprawy społeczne, w tym: służbę zdrowia, sprawy obywatelskie i dotyczące cudzoziemców oraz nadzór nad służbami zespolonymi m.in. z zakresu ochrony środowiska, weterynarii i inspekcję handlową. 12 października 2018 został odwołany z tego stanowiska. 5 września 2019 został wykluczony z PiS za start z własnego komitetu w wyborach do Senatu. W roku 2020 bezskutecznie kandydował na prezydenta Nowej Soli, uzyskując 2,18% głosów poparcia.
Odznaczony m.in. Odznaką Honorową za Zasługi dla Województwa Lubuskiego.

## Życie prywatne
Ma dwoje dzieci. Jego konkubina Izabela Bojko jest wójtem gminy Nowa Sól. W 2024 był kandydatem Koalicji Obywatelskiej do sejmiku lubuskiego